# Idar-Oberstein
Idar-Oberstein este un oraș din landul Renania-Palatinat, Germania.

## Istorie
Idar-Oberstein a fost renumit pentru realizarea de obiecte din cuarț brazilian importat la sfârșitul secolului al XIX-lea. Unele cranii de cristal care au fost studiate par să fi fost lucrate în Germania, destul de probabil în atelierele din orașul Idar-Oberstein.